# Kostiantynivka (huyện)
Huyện Kostiantynivka (tiếng Ukraina: Костянтинівський район, chuyển tự: Kostiantynivkas’kyi raion) là một huyện của tỉnh Donetsk thuộc Ukraina. Huyện Kostiantynivka có diện tích 1172 km², dân số theo điều tra dân số ngày 5 tháng 12 năm 2001 là 21032 người với mật độ 18 người/km2. Trung tâm huyện nằm ở Kostiantynivka.